# Hyphodiscus
Hyphodiscus — рід грибів родини Hyaloscyphaceae. Назва вперше опублікована 1907 року.